# Noor Shaker
Noor Shaker (en árabe: نور شاكر‎) es una empresaria siria e informática que cofundó la nueva empresa de descubrimiento de fármacos llamada GTN. En 2018, recibió el Premio CogX UK Rising Star de la primera ministra Theresa May por "Tecnología de IA que transformará el descubrimiento de fármacos para tratar enfermedades crónicas". 

## Trayectoria
Shaker estudió una licenciatura en informática en la Universidad de Damasco, Siria, y se especializó desde el principio en estudios de inteligencia artificial. Su trabajo allí incluyó el desarrollo de la incorporación del árabe al lenguaje de marcado de síntesis de voz para software de voz a texto. Se mudó a Bélgica para obtener su máster en KU Leuven, especializándose en inteligencia artificial. En 2009 se trasladó a Dinamarca para estudiar un doctorado y continuar como postdoctorado en aprendizaje automático en la Universidad de Informática de Copenhague. Permaneció en Copenhague durante varios años, siendo nombrada profesora asistente en la Universidad de Aalborg en 2016. Su investigación se centró en el uso del aprendizaje automático en videojuegos. Esto se extendió a la coorganización de competiciones para producir IA que pudieran abordar los videojuegos o generar nuevos niveles a la medida del usuario, sobre todo utilizando Super Mario. Durante su etapa como profesora, coescribió un libro de texto titulado "Generación de contenido procesal en juegos"  y fue autora de más de treinta publicaciones académicas.
En 2015, Shaker creó la aplicación Lynura dirigida a nuevos padres, su primera incursión en el espíritu empresarial. Junto con Vid Stojevic, cofundó la nueva empresa GTN (Redes Tensoriales Generativas) con sede en Londres en 2017. La compañía tiene como objetivo combinar la experiencia de Shaker con técnicas de aprendizaje automático y el conocimiento de Stojevic de simulaciones de física cuántica para predecir mejores terapias para uso médico. La combinación de inteligencia artificial con modelos cuánticos de estructuras moleculares publicadas puede resultar un método novedoso y efectivo para predecir la vinculación de los participantes a los reguladores de la enfermedad.
Ha sido incluida en la lista de los 50 Movers and Shakers de BioBeat en BioBusiness en 2018. En respresentación de GTN, obtuvo el premio CogX UK Rising Star por la primera ministra británica Theresa May en 2018 por sus innovadoras técnicas de IA para el descubrimiento de fármacos y su éxito en la obtención de financiación de semillas y colaboraciones de prestigio. Shaker y GTN ya han establecido relaciones dentro del mundo académico, como el Instituto Francis Crick, y dentro de la industria para abordar los trastornos neurodegenerativos mediante el diseño de terapias que pueden pasar la barrera hematoencefálica.
Shaker es a menudo oradora en eventos de IA (incluidos los dirigidos a mujeres en la industria) y preside el Instituto de Ingenieros Eléctricos y Electrónicos de Inteligencia Computacional: Comité Técnico de Juegos.

## Reconocimientos
- 2013: IEEE Transactions on Computational Intelligence and AI in Games Outstanding Paper Award por 'Crowd-sourcing the Aesthetics off Platform Games'.[18][19]
- 2018: Innovadores menores de 35 años por MIT Technology Review.[20]
- 2018: 50 motores y agitadores en BioBusiness por BioBeat.[13]
- 2018: Rising Star por CogX.[14]
- 2019: BBC 100 mujeres.[21]